# Hutran-Tepti
Hutran-Tepti (auch Hutran-Temti) war elamischer König aus der Šimaški-Dynastie. Historische Zeugnisse über ihn stammen aus der sehr viel späteren Zeit des Šilhak-Inšušinak I. Dort erscheint er in einer Liste von Herrschern, die am Inšušinak-Tempel gebaut haben. Zeitgenössisch ist er in einer Jahresdatierung bezeugt, die als Ereignis des Jahres das Herstellen einer Bronzestatue des Hutran-Tepti erwähnt. In der älteren Forschung wurde daher vermutet, dass Hutran-Tepti den legendären Sieg über die Stadt Ur errang und dessen König Ibbi-Sin nach Elam verschleppte, wo dieser dann verstarb. Das Ereignis kann jedoch Kindattu zugeschrieben werden.